# Euphorbia boissieri
Euphorbia boissieri är en törelväxtart som beskrevs av Henri Ernest Baillon. Euphorbia boissieri ingår i släktet törlar, och familjen törelväxter. IUCN kategoriserar arten globalt som sårbar. Inga underarter finns listade i Catalogue of Life.